# Wädenswil
Wädenswil é uma comuna da Suíça, no Cantão de Zurique, com cerca de 19.760 habitantes. Estende-se por uma área de 17,37 km², de densidade populacional de 1.137 hab/km². Confina com as seguintes comunas: Hirzel, Horgen, Männedorf, Meilen, Richterswil, Schönenberg, Stäfa, Uetikon am See.
A língua oficial nesta comuna é o Alemão.